# Кафана Бели медвед у Земуну
Кафана „Бели медвед” у Земуну некад угоститељски објекат, данас је једна од најстаријих сачувана земунских кућа балканске архитектуре из османлијског периода и најстарији објекат у Београду. Претпоставља се да је стара скоро 4 века, мада је тачна година градње непозната. Први пут се у писменим документима помиње у белешкама француског путника Киклеа, који је прошао кроз Земун 1658. године. Кикле је тада записао да се у вароши налазе три хана, од којих је највећи био онај на данашњој адреси Василија Василијевића 10. У војном плану Земуна Немца Хенрика Отендорфа ова кафана уцртана је и 1663. године.

## Положај
Зграда се налази у централном градском језгру Земуна у подножју лесне заравни Ћуковац, у истоименом насељу Ћуковац на адреси Василија Василијевића 10, на само 50 метара од главне земунске улице, 300 метара запдно од Гардоша, 200 метара северозападно од позоришта Мадленијанум и 400 метара западно од Гардоша, десне обале Дунава и Цркве Светог Николе.

## Стање заштите
Кућа је под претходном заштитом Завода за заштиту споменика културе Града Београда и представља један од споменика културе општине Земун, али је и као таква вредност препуштена зубу времена. Да нема табле са штурим историјатом о Кафани „Бели медвед” постављеној на тераси објекта, туристи и други пролазници (изузев становника Ћуковца и старих Земунаца) не би знали о каквом објекту од националног значаја се ради.
И поред тога што је бивша кафана, стављен под заштиту државе и проглашен за културно добро, о кући брину једино њени станари, који је поправљају, уређују и одржавају, сопственим јако скромним средствима тако да је објекат у грађевинском смислу у јако лошем стању и недоступан посетиоцима.

## Историја
Од свог настанка у време Осмалијског царства, највероватније у 17. веку, кафана (некада хан) мењала је државе, власнике, станаре, госте, и тако постала једина сачувана земунска кућа балканске архитектуре из османлијског периода, и најстарији објекат у Београду.
Година градње је непозната, али према белешкама француског путника Киклеа који је прошао кроз Земун 1658. године, у тадашњој вароши била је највећа од три хана. Пет година касније уцртана је у војном плану Земуна, који је сачинио Немац Хенрик Отендорф 1663. године.
Прецизнији подаци о овој кући датирају из 1717. године када је у њој одсео аустријски принц и велики војсковођа Еуген Савојски, у време битке за Београд. Наиме након ангажовања на обнављању старог савезништва из претходног, Великог бечког рата, Аустрија је ступила у други рат против Османлија (1716—1718). Постављање прекаљеног и прослављеног војсковође, принца Евгенија Савојског, за главнокомандујућег, било је поуздани знак да цар Карло VI на свом путу до „тријумфалне капије” није желео ништа да препусти случају. Аустријско запоседање Београда праћено хабзбуршким продором на исток и југ, међутим, и овог пута морао је бити прекинут због неповољног развоја догађаја на западу Европе. Посредством Енглеске и Холандије, у Пожаревцу је 21. јула 1718. потписан мировни уговор између Аустрије, Млетачке републике и Турске. Ово је био најповољнији мир који је Аустрија икад склопила са Турском: сем читавог Баната са Темишваром и Малом Влашком (Олтенијом), Хабзбурзима су припали доњи Срем, северна Србија (до линије Чачак–Сталаћ–Неготин), Семберија са Бијељином и узак појас босанске Посавине. Тако је захваљујући великом војсковођи Еугену Савојском, најзначајем госту кафане, од њеног оснивања, Земун и кафана „Бели Медвед” у њему ући у састав Аустрије.
Назив „Зартакен” објекат испод тврђаве на Гардошу добио је 1740. године, од када датира најстарији урбанистички план Земуна са уцртаних 550 грађевина у 13 улица. међу којима је био и објеката „Зартакен”. У току 18. века приземље куће преуређено је и прешло је из хана у кафану.
У необјављеној студији Николе Илића „Од хана до хотела” која се чува у Завичајном музеју Земуна, записано је „да је крајем 19. века гостионица „Код белог медведа” припадала Науму Николићу, потом Тодору Марићу Гачули да би је тридесетих година 20. века купио Марко Тодоровић Чанак.”
Непознато је када је, овај увек добро посећен, објекат назван „Код медведа”, мада се од давнина памти његова висећа цимер, табла са сликом медведа у стојећем ставу, по коме је вереоватно и названа „Бели медвед”. Према подацима из необјављене студије Николе Илића:
| „ | Цимер је мењао основну боју, а најчешће је био бео што је у складу са називом. За промену боје цимера заслужни су молери, који су се са другим занатлијама радо сретали код „Белог медведа”. Поједине занатлије у њему су прослављале своју еснафску славу.. | ” |

Најпопуларнији власник ове кафане пре Првог светског рата био је Тоша Марић звани „Гачула”, док је у периоду од 1927. до 1948. године то био Марко Тодоровић или „Марко Медвед”, како су га по кавфани звали земунци. Марко Тодоровић био је власник гостионице све до 1948. године, када је национализована и прешла у руке Угоститељског предузећа „Централ” из Земуна.
Тодоровићу је држава оставила стан на спрату куће, а кафана је све до почетка 60-тих година 20. века била омиљено место Земунаца.

## Архитектура
Зграда је једноспратна кућа грађена од дрвета и опеке (бондрука), са локалима у приземљу и становима на спрату. Препокривена је црепом на четири воде. У објекат се улази на два независна улаза за спрат и приземље преко терасом наткриљеног терма.
Окренуту према улици, зграду краси тераса на спрату зграде са оградом од украсних чамових дашчица.
Лагуми испод објекта
Испод гостионице „Бели медвед” ископан је лагум са два крака дужине 10 и 14 m који је са унутрашње стране озидан опеком. Лагум је од стране власника кафане коришћен као вински подрум, јер је имао добру вентилацију и температуру која погодује неговању и чувању вина.
У њему се некада поред вина хладило и чувало и друго пиће и намирнице, на константној температури и зими и лети од 17 степени. Зими су у лагум доносили лед са Дунава и посипали га сламом да се што дуже одржи и не истопи.
Према речима др Видоја Голубовић, коаутор књиге „Београд испод Београда”, у немачким документима вински подрум - лагум се помиње под називом ледара.